# Slinningen

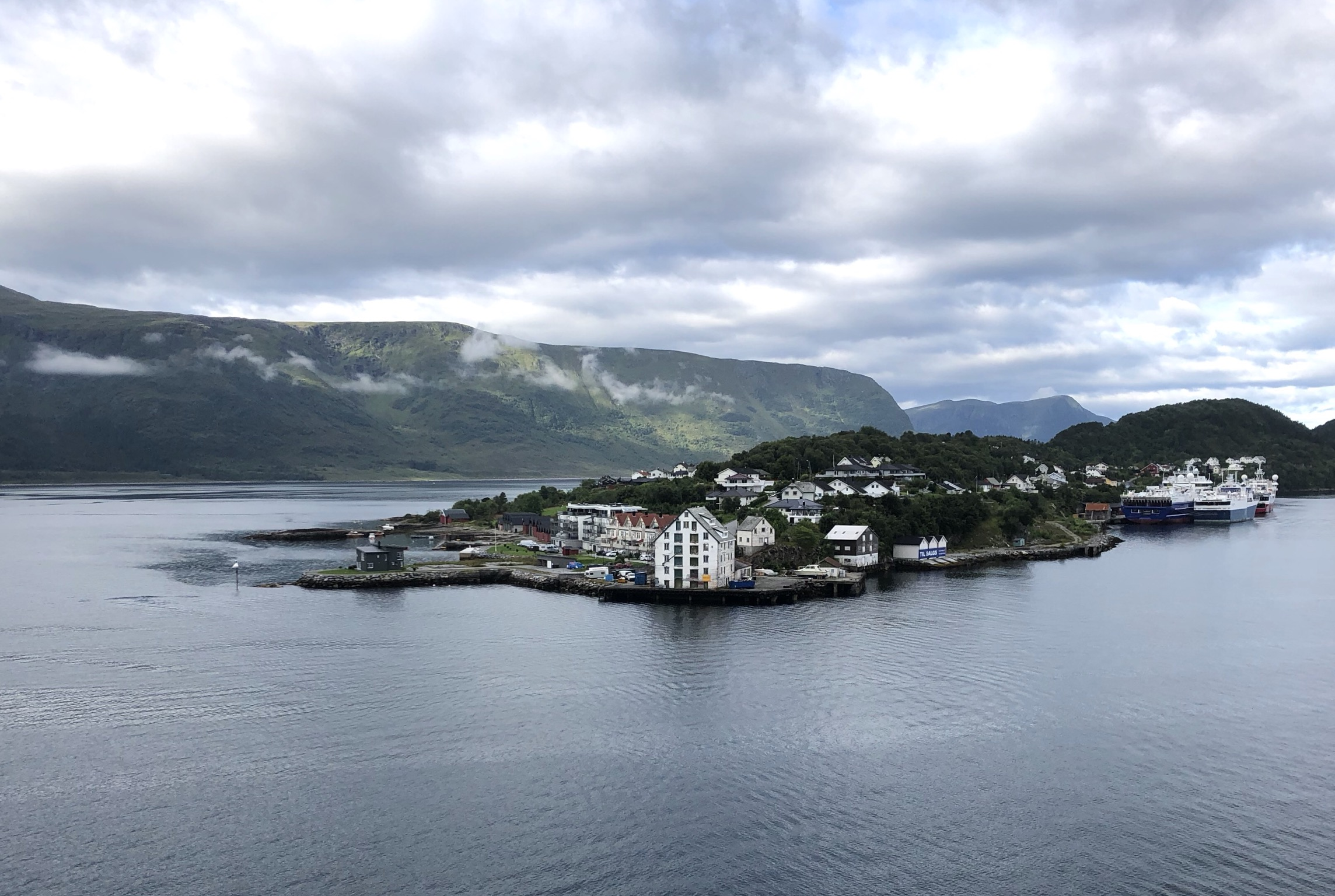
Blick auf Slinningen von Nordosten, 2019

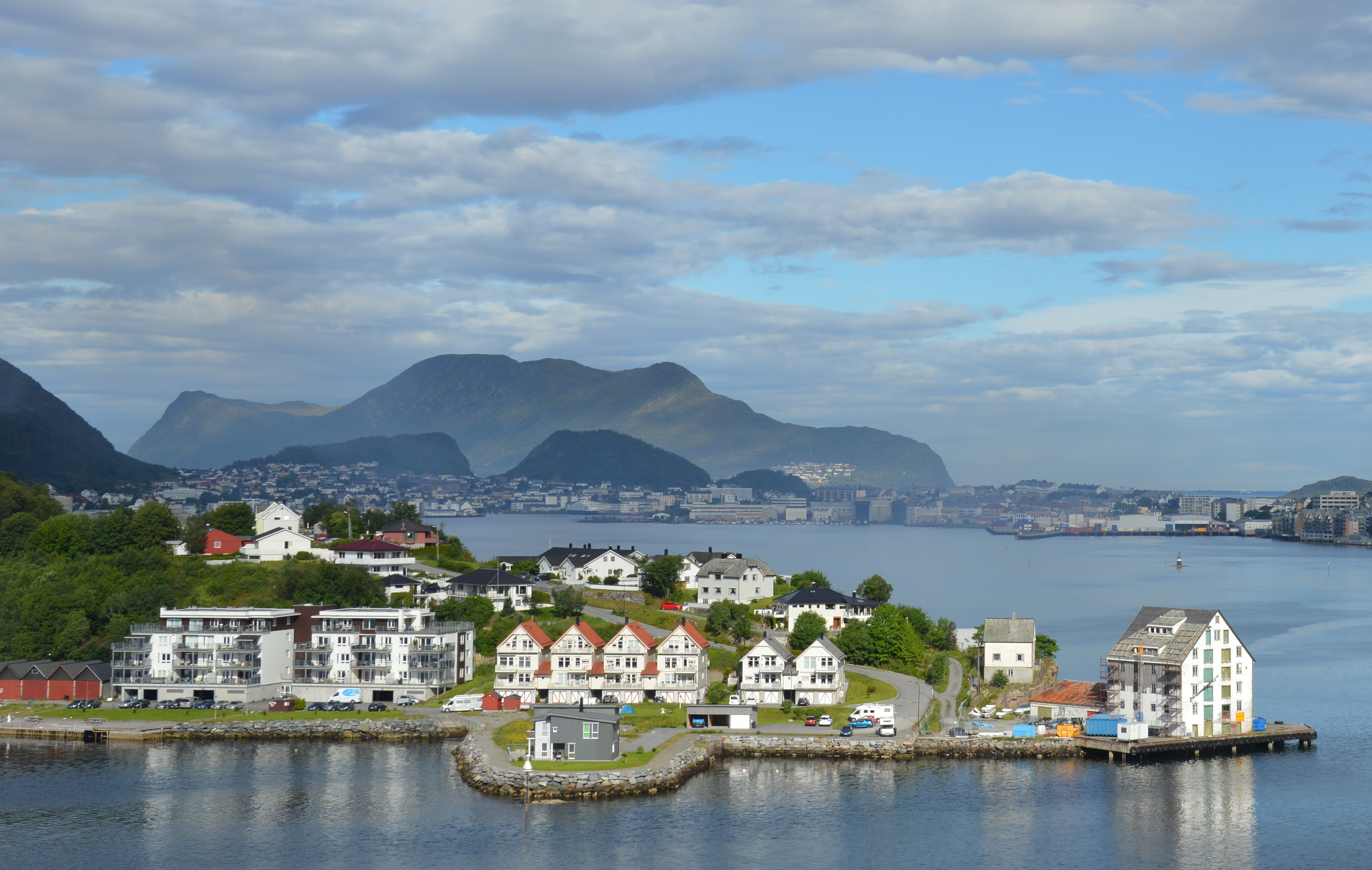
Blick von Osten, 2017

Slinningen ist ein Stadtteil der norwegischen Stadt Ålesund in der Provinz Møre og Romsdal.
Der Stadtteil liegt auf der Insel Hessa und nimmt deren östlichen Teil ein, der sich schmal zwischen dem Heissafjord im Süden und dem Aspevågen mit dem Hafen von Ålesund im Norden erstreckt. Westlich erhebt sich der Berg Sukkertoppen. Östlich ist dem Ort die kleine Insel Slinningsholmen vorgelagert.
Im Zweiten Weltkrieg sanken am 17. März 1945 im Aspevågen nördlich von Slinningen die Iris und ein weiteres Schiff in Folge eines Luftangriffs. Die Wracks liegen auch weiterhin dort.
Mit dem Slinningen Barnehage befindet sich ein Kindergarten mit 52 Plätzen im Stadtteil.
Am östlichen Ende des Orts steht das denkmalgeschützte, ehemals der Fischverarbeitung dienenden Gebäude Slinningbua. Darüber hinaus bestehen archäologische Stätten aus der Steinzeit und eine Grabstätte aus der Bronzezeit. Vor der nördlichen Uferlinie wurden darüber hinaus mehrere Funde unter Wasser gemacht, so ein Anker.
Jeweils zur Sommersonnenwende findet um den Johannistag herum auf Slinningsholmen, nahe dem östlichsten Punkt der Insel Hessa, das Feuer Slinningsbålet statt. Es werden dabei bis über 40 Meter hoch aufgestapelte Holzpaletten verbrannt. Aufgrund seiner Rekordhöhe erregt das Slinningsbålet jeweils überregionale Aufmerksamkeit.